# Liste des circonscriptions électorales du Suffolk
Le comté du Suffolk, est divisé en 7 Circonscriptions parlementaires 
– 1 Borough constituency et 6 County constituencies.

## Circonscription
- † Conservateur
- ‡ Labour
- UKIP

| Circonscription                      | Électeur | Majorité | Member of Parliament | Member of Parliament | Opposition | Opposition      | Map |
| ------------------------------------ | -------- | -------- | -------------------- | -------------------- | ---------- | --------------- | --- |
| Bury St Edmunds CC                   | 85,982   | 21,301   |                      | Jo Churchill         |            | William Edwards |     |
| Central Suffolk and North Ipswich CC | 76,666   | 20,144   |                      | Dan Poulter          |            | Jack Abbott     |     |
| Ipswich BC                           | 74,499   | 3,733    |                      | Ben Gummer           |            | David Ellesmere |     |
| South Suffolk CC                     | 73,836   | 17,545   |                      | James Cartlidge      |            | Jane Basham     |     |
| Suffolk Coastal CC                   | 77,816   | 18,842   |                      | Therese Coffey       |            | Russell Whiting |     |
| Waveney CC                           | 80,166   | 2,408    |                      | Peter Aldous         |            | Bob Blizzard    |     |
| West Suffolk CC                      | 76,198   | 14,984   |                      | Matthew Hancock      |            | Julian Flood    |     |

## Changements de limites 1997-2010
Les mêmes noms de circonscriptions étaient en usage durant cette période, avec quelques différences dans les limites.
| Nom | limites 1997-2010                       |
| --- | --------------------------------------- |
| 1. Bury St Edmunds CC 2. Central Suffolk and North Ipswich CC 3. Ipswich BC 4. South Suffolk CC 5. Suffolk Coastal CC 6. Waveney CC 7. West Suffolk CC | Parliamentary constituencies in Suffolk |

## Résultats

1950
1951
1955
1959
1964
1966
1970
Fev 1974
Oct 1974
1979
1983
1987
1992
1997
2001
2005
2010
2015
2017

## Représentation historique par parti
Une cellule marquée → (avec un fond de couleur différente de la cellule précédente) indique que le MP précédent a continué à siéger avec un nouveau parti.

### 1885 à 1918
| Circonscription        | 1885       | 86         | 1886             | 91               | 1892      | 92        | 1895      | 1900      | 1906             | 06               | 07               | Jan 1910   | Dec 1910   | 14         |
| ---------------------- | ---------- | ---------- | ---------------- | ---------------- | --------- | --------- | --------- | --------- | ---------------- | ---------------- | ---------------- | ---------- | ---------- | ---------- |
| Bury St Edmunds        | F. Hervey  | F. Hervey  | F. Hervey        | F. Hervey        | F. Hervey | Cadogan   | Cadogan   | Greene    | F. W. Hervey     | F. W. Hervey     | Guinness         | Guinness   | Guinness   | Guinness   |
| Eye                    | Stevenson  | Stevenson  | Stevenson        | Stevenson        | Stevenson | Stevenson | Stevenson | Stevenson | Stevenson        | Pearson          | Pearson          | Pearson    | Pearson    | Pearson    |
| Ipswich (Deux membres) | West       | Charteris  | Charteris        | Charteris        | Charteris | Charteris | Goddard   | Goddard   | Goddard          | Goddard          | Goddard          | Goddard    | Goddard    | Goddard    |
| Ipswich (Deux membres) | Collings   | Dalrymple  | Dalrymple        | Dalrymple        | Dalrymple | Dalrymple | Dalrymple | Dalrymple | Cobbold          | Cobbold          | Cobbold          | Horne      | Horne      | Ganzoni    |
| Lowestoft              | Crossley   | Crossley   | →                | →                | Foster    | Foster    | Foster    | Lucas     | Beauchamp        | Beauchamp        | Beauchamp        | Foster     | Beauchamp  | Beauchamp  |
| Stowmarket             | Cobbold    | Cobbold    | Greene           | Stern            | Stern     | Stern     | Malcolm   | Malcolm   | Hardy            | Hardy            | Hardy            | Goldsmith  | Goldsmith  | Goldsmith  |
| Sudbury                | W. Quilter | W. Quilter | →                | →                | →         | →         | →         | →         | Heaton-Armstrong | Heaton-Armstrong | Heaton-Armstrong | C. Quilter | C. Quilter | C. Quilter |
| Woodbridge             | Everett    | Everett    | Lloyd-Anstruther | Lloyd-Anstruther | Everett   | Everett   | Pretyman  | Pretyman  | Everett          | Everett          | Everett          | Peel       | Peel       | Peel       |

### 1918 à 1950
| Circonscription | 1918        | 20          | 1922      | 1923      | 1924      | 1929      | 31       | 1931        | 34          | 1935        | 38          | 42          | 44          | 1945          |
| --------------- | ----------- | ----------- | --------- | --------- | --------- | --------- | -------- | ----------- | ----------- | ----------- | ----------- | ----------- | ----------- | ------------- |
| Bury St Edmunds | Guinness    | Guinness    | Guinness  | Guinness  | Guinness  | Guinness  | Guinness | Heilgers    | Heilgers    | Heilgers    | Heilgers    | Heilgers    | Keatinge    | Clifton-Brown |
| Eye             | Lyle-Samuel | Lyle-Samuel | →         | Vanneck   | Vanneck   | Granville | →        | →           | →           | →           | →           | →           | →           | →             |
| Ipswich         | Ganzoni     | Ganzoni     | Ganzoni   | Jackson   | Ganzoni   | Ganzoni   | Ganzoni  | Ganzoni     | Ganzoni     | Ganzoni     | Stokes      | Stokes      | Stokes      | Stokes        |
| Lowestoft       | Beauchamp   | Beauchamp   | Rentoul   | Rentoul   | Rentoul   | Rentoul   | Rentoul  | Rentoul     | Loftus      | Loftus      | Loftus      | Loftus      | Loftus      | Evans         |
| Sudbury         | Howard      | Howard      | Mercer    | Loverseed | Burton    | Burton    | Burton   | Burton      | Burton      | Burton      | Burton      | Burton      | Burton      | Hamilton      |
| Woodbridge      | Peel        | Churchman   | Churchman | Churchman | Churchman | Fison     | Fison    | Ross-Taylor | Ross-Taylor | Ross-Taylor | Ross-Taylor | Ross-Taylor | Ross-Taylor | Hare          |

### 1950 à aujourd’hui
| Circonscription                          | 1950      | 1951     | 1955     | 57       | 1959     | 63       | 64        | 1964      | 1966      | 1970      | Fev 74    | Oct 74    | 1979      | 1983      | 1987      | 1992   | 1997     | 2001     | 01       | 2005     | 2010    | 2015      | 2017      |
| ---------------------------------------- | --------- | -------- | -------- | -------- | -------- | -------- | --------- | --------- | --------- | --------- | --------- | --------- | --------- | --------- | --------- | ------ | -------- | -------- | -------- | -------- | ------- | --------- | --------- |
| Bury St Edmunds                          | Aitken    | Aitken   | Aitken   | Aitken   | Aitken   | Aitken   | Griffiths | Griffiths | Griffiths | Griffiths | Griffiths | Griffiths | Griffiths | Griffiths | Griffiths | Spring | Ruffley  | Ruffley  | Ruffley  | Ruffley  | Ruffley | Churchill | Churchill |
| Eye / Suffolk Coastal (1983)             | Granville | Harrison | Harrison | Harrison | Harrison | Harrison | Harrison  | Harrison  | Harrison  | Harrison  | Harrison  | Harrison  | Gummer    | Gummer    | Gummer    | Gummer | Gummer   | Gummer   | Gummer   | Gummer   | Coffey  | Coffey    | Coffey    |
| Ipswich                                  | Stokes    | Stokes   | Stokes   | Foot     | Foot     | Foot     | Foot      | Foot      | Foot      | Money     | Money     | Weetch    | Weetch    | Weetch    | Irvine    | Cann   | Cann     | Cann     | Mole     | Mole     | Gummer  | Gummer    | Martin    |
| Lowestoft / Waveney (1983)               | Evans     | Evans    | Evans    | Evans    | Prior    | Prior    | Prior     | Prior     | Prior     | Prior     | Prior     | Prior     | Prior     | Prior     | Porter    | Porter | Blizzard | Blizzard | Blizzard | Blizzard | Aldous  | Aldous    | Aldous    |
| Sudbury & Woodbridge / S Suffolk (1983)  | Hare      | Hare     | Hare     | Hare     | Hare     | Stainton | Stainton  | Stainton  | Stainton  | Stainton  | Stainton  | Stainton  | Stainton  | Yeo       | Yeo       | Yeo    | Yeo      | Yeo      | Yeo      | Yeo      | Yeo     | Cartlidge | Cartlidge |
| Central Suffolk / & North Ipswich (1997) |           |          |          |          |          |          |           |           |           |           |           |           |           | Lord      | Lord      | Lord   | Lord     | Lord     | Lord     | Lord     | Poulter | Poulter   | Poulter   |
| West Suffolk                             |           |          |          |          |          |          |           |           |           |           |           |           |           |           |           |        | Spring   | Spring   | Spring   | Spring   | Hancock | Hancock   | Hancock   |